# Saint-Germain-d'Anxure

Saint-Germain-d'Anxure este o comună în departamentul Mayenne, Franța. În 2009 avea o populație de 313 de locuitori.